# Даніель Оскар Егбуджуо
Даніель Оскар Егбуджуо (нар. 4 січня 2001, Курилівка, Харківська область, Україна) — український футболіст, захисник.

## Клубна кар'єра
У ДЮФЛУ з 2013 по 2019 рік виступав за «Металіст» (Харків) та «Шахтар» (Донецьк).
Напередодні старту сезону 2019/20 років переведений до юнацької команди «Шахтаря», а наступного року дебютував вже за молодіжну команду «гірників». Однак стати основним гравцем у молодіжній команді не вдалося. У липні 2021 року відправився в 1-річну оренду до «Вовчанська». У футболці клубу з однойменного міста дебютував 25 липня 2021 року в нічийному (1:1) домашньому поєдинку 1-го туру групи Б Другої ліги України проти запорізького «Металурга». Даніель вийшов на поле в стартовому складі, а на 74-ій хвилині його замінив Денис Резепов.